# Лакичевич, Борис
Борис Лакичевич (черног. Борис Лакићевић / Boris Lakićević; 24 октября 1988, СФРЮ) — черногорский футболист, вратарь.

## Карьера
Борис начал свою карьеру в клубе «Сутьеска» из города Никшич в 2006 году. На протяжении почти 4 лет играл в молодёжных составах. Дебют в основе клуба состоялся 27 марта 2010 года в гостевом матче против «Ловчена». Лакичевич вышел на поле в стартовом составе и отыграл весь матч. В период с 2009 по 2012 год футболист сыграл в основе «Сутьески» 62 матча.
В июле 2012 года перешёл в «Рудар» из Плевли на правах свободного агента. Дебют в новом клубе состоялся 6 октября 2012 года в гостевом матче против «Будучности» из Подгорицы. Борис отыграл весь матч без замен и пропустил один гол. Матч закончился уверенной победой «Рудара» со счётом 4:1. Сезон 2013/2014 провёл в футбольном клубе Первой лиги «Морнар» из города Бар, перейдя в состав этой команды в июле 2013 года на правах свободного агента. С августа 2014 года играл в Биело-Польском «Единстве» на протяжении одного сезона. С июля 2015 года Лакичевич — вратарь Даниловградской «Искры».